# Natasha Page
Natasha Page (ur. 30 kwietnia 1985 r. w Gloucester) – brytyjska wioślarka.

## Osiągnięcia
- Mistrzostwa Świata Juniorów – Duisburg 2001 – czwórka podwójna – 6. miejsce[2].
- Mistrzostwa Świata Juniorów – Troki 2002 – czwórka podwójna – 8. miejsce[2].
- Mistrzostwa Świata Juniorów – Ateny 2003 – czwórka bez sternika – 2. miejsce[2].
- Mistrzostwa Świata – Gifu 2005 – ósemka – 5. miejsce[2].
- Mistrzostwa Świata – Eton 2006 – ósemka – 8. miejsce[2].
- Mistrzostwa Świata – Monachium 2007 – dwójka bez sternika – 12. miejsce[2].
- Mistrzostwa Europy – Poznań 2007 – ósemka – 3. miejsce[2].
- Igrzyska Olimpijskie – Pekin 2008 – ósemka – 5. miejsce[2].
- Mistrzostwa Świata – Poznań 2009 – ósemka – 5. miejsce[2].
- Mistrzostwa Świata – Bled 2011 – ósemka – 3. miejsce[2]